# Manolom Phetpackdy
Manolom Phetpackdy (* 28. Dezember 1991 in Savannakhet, Laos) ist ein laotischer Fußballspieler.

## Karriere

### Verein
Manolom Phetpackdy stand 2014 bei Savan United unter Vertrag. 2015 wechselte er zu Lao Toyota FC. Der Verein aus der laotischen Hauptstadt Vientiane spielte in der ersten Liga, der Lao Premier League. Im gleichen Jahr wurde er mit Lao Toyota laotischer Fußballmeister. 2016 wechselte er zu TIP Savan. Hier stand er bis 2018 unter Vertrag. 2019 kehrte er zu seinem ehemaligen Verein Lao Toyota zurück. 2019 feierte er mit dem Verein seine zweite Meisterschaft. Mitte 2020 unterschrieb er einen Vertrag beim Ligakonkurrenten Master 7 FC.

### Nationalmannschaft
Manolom Phetpackdy spielt seit 2019 in der Nationalmannschaft von Laos. Bisher kam er viermal zum Einsatz.

## Erfolge
Lao Toyota FC
- Lao Premier League: 2015, 2019
- Lao FF Cup: 2019